# Paradero Desconocido
Paradero Desconocido (título original en inglés: Address Unknown) es el primer libro de la escritora estadounidense Kathrine Kressmann Taylor, escrito bajo el seudónimo de Kressmann Taylor, publicado por primera vez en su totalidad en Story Magazine en 1938 en los Estados Unidos, un año antes del estallido de la Segunda Guerra Mundial .
Se trata de una novela epistolar que se extiende desde el 12 de noviembre de 1932 hasta el 3 de marzo de 1934 entre dos muy buenos amigos: Martin Schulse, de 40 años, casado con una alemana y padre de tres niños, y Max Eisenstein, de 40 años, soltero de origen judío. Ambos son socios desde hace mucho tiempo en un exitoso negocio de pintura en San Francisco, la Galería Schulse-Eisenstein. En 1932, Martin vuelve a vivir en Múnich e intercambia correspondencia con su amigo y socio.

## Resumen
A finales de 1932, comienza la correspondencia entre los dos amigos. Martin Schulse, su esposa y sus hijos son alemanes "nativos". Max es un judío estadounidense de ascendencia alemana. Ambos son amigos y socios en una galería de arte en San Francisco. La hermana de Max, una actriz llamada Griselle, era la amante de Martin. Martin está cada vez más tentado por el nazismo en ascenso. En una carte, este escribe: «Francamente, Max, creo que en muchos sentidos Hitler es bueno para Alemania, pero no estoy seguro; […] tiene una fuerza que sólo puede tener un gran orador y un fanático. Pero me pregunto: ¿está completamente cuerdo?».
Martin asciende en rango en la sociedad nazi y finalmente, en 1933, renuncia a su amistad con Max y le anuncia que no puede ni quiere continuar su correspondencia con un judío, en particular debido a la censura y la policía política que lee su correspondencia. Sin embargo, Max le escribe por última vez, pidiéndole que cuide a su hermana, Griselle, tratando de apelar a su antiguo amor por ella. Griselle acaba de actuar en un teatro de Berlín y Max teme que su apellido judío la haga volverse presa del régimen nazi.
La última carta de Max dirigida a su hermana le es devuelta con la mención paradero desconocido, lo que significa que nadie ha respondido en la dirección a la que la carta fue enviada. Max se preocupa, mientras Martin le escribe con desdén que Griselle ha actuado de manera testaruda al decidir presentarse públicamente en la escena de un teatro. Luego le describe que Griselle, perseguida por la SA, "tontamente" corrió a refugiarse en su casa. Martin le abrió la puerta, Griselle le pidió a Martin que la ayudara, pero él respondió que no podía acomodarla pero que podía correr al otro lado del parque. Acto seguido, la patrulla nazi la atrapó y la mató.
La reacción de Max coincide con su desesperación, y su venganza es traer el mismo destino a Martin. Le escribe sabiendo que la policía nazi está vigilando el correo, inventándole una familia judía y haciendo creer a los censores que hay un código entre Max y Martin. Por ejemplo, Max precisa en sus cartas las dimensiones y colores de algunos cuadros de la galería (reproducciones «Picasso, 17 por 81, en rojo», «Rubens, 15 por 204, en azul y amarillo») para hacer creer a los nazis en un lenguaje codificado. Martín responde desesperado, con los mismos ruegos que Max le había dirigido para salvar a su hermana, que no se le escriba así, pues esta poniendo en riesgo su vida y la de su familia si lo hace pasar por judío y conspirador. Pero Max continúa inexorablemente enviando sus cartas, hasta que recibe una última, con la misma mención, sinónimo de captura y muerte: “desconocido en esta dirección".

## Adaptaciones
En 1944 se publica la película Address Unknown en Estados Unidos. 
En el 2001, se presentó la adaptación teatral en el Teatro de la Pépinière Opéra en París. Esta fue la primera adaptación teatral de la obra. Douglas Taylor (hijo de la autora) estuvo presente en la inauguración.

### Artículos relacionados
- Kressman Taylor

### enlaces externos
Catégorie:Article de Wikipédia avec notice d'autorité
- Datos: Q1318605